# グスタフ・アドルフ・レーヴェンハウプト

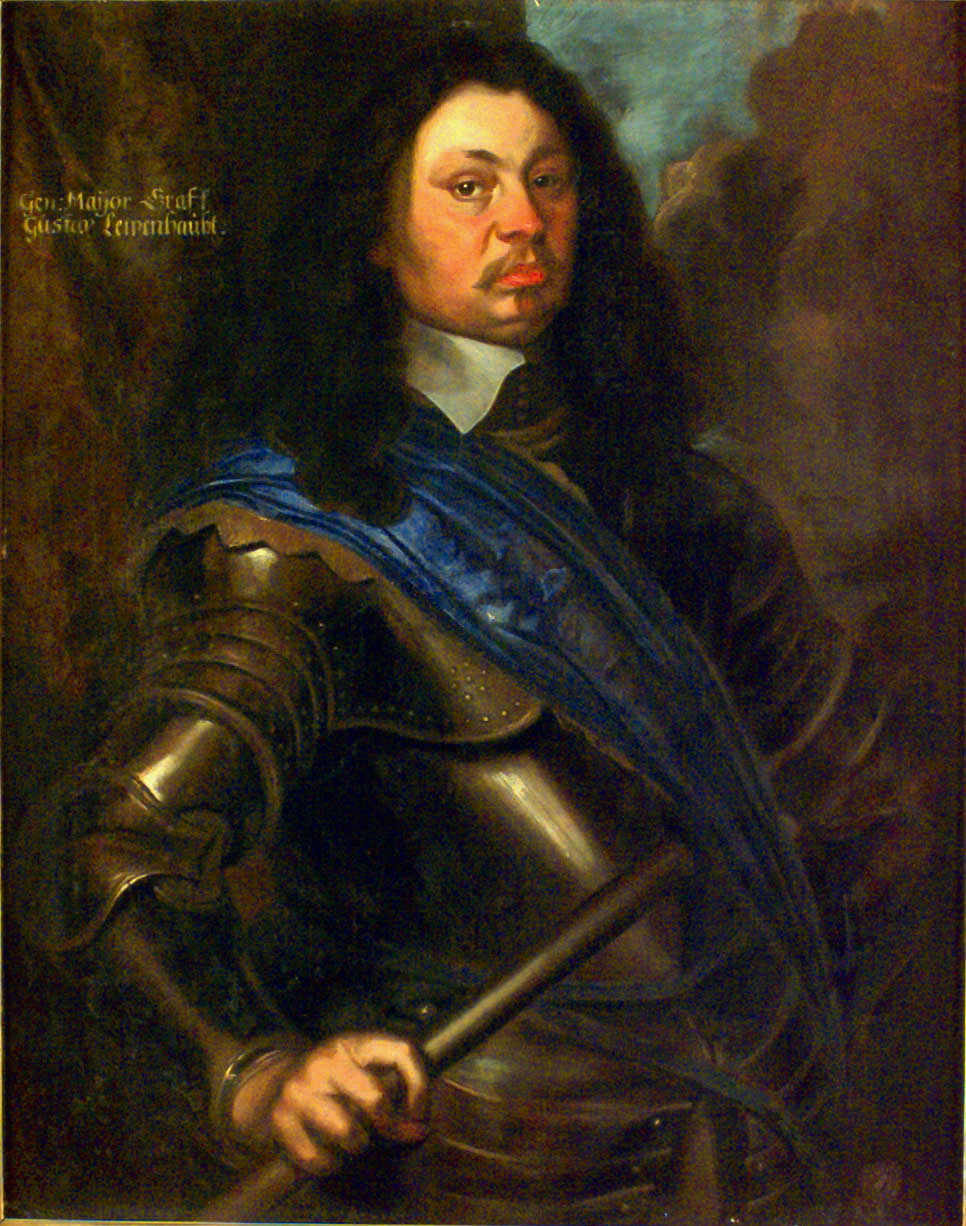
グスタフ・アドルフ・レーヴェンハウプトの肖像画、マテウス・メーリアン作、1650年。

グスタフ・アドルフ・レーヴェンハウプト（スウェーデン語: Gustaf Adolf Lewenhaupt、1619年 - 1656年）は、スウェーデンの軍人、政治家。

## 略歴
1645年に少将に任命された後、1650年に枢密顧問官に任命され、1651年に中将に昇進、1655年に陸軍元帥に昇進、1656年にリガ総督に任命された。三十年戦争では1642年のブライテンフェルトの戦いで軍を率いた。
クリスティーナ女王はレーヴェンハウプトにヒンメルプフォルテン修道院およびその収入を全て与えることを約束、1651年8月9日（グレゴリオ暦）には男系のみ相続できる封土として与えた。しかし1680年の土地回収によりスウェーデン領ブレーメン＝フェルデン政府はヒンメルプフォルテン修道院をレーヴェンハウプト伯爵から王冠領に戻し、レーヴェンハウプトの息子グスタフ・マウリッツ・レーヴェンハウプト（Gustaf Mauritz Lewenhaupt、1651年 - 1700年）はヒンメルプフォルテンを失った。